# Дирутенийтрибериллий
Дирутенийтрибериллий — бинарное неорганическое соединение
рутения и бериллия
с формулой Be3Ru2,
кристаллы.

## Получение
- Сплавление стехиометрических количеств чистых веществ:

{\displaystyle {\mathsf {2Ru+3Be\ {\xrightarrow {1620^{o}C}}\ Be_{3}Ru_{2}}}}

## Физические свойства
Дирутенийтрибериллий образует кристаллы
кубической сингонии, пространственная группа I a3, параметры ячейки a = 1,142 нм, Z = 16,
структура типа оксида марганца Mn2O3
.
Соединение конгруэнтно плавится при температуре 1620°C .